# 刘修明 (1940年)
刘修明（1940年7月11日—2021年2月17日），男，上海人（一说江苏滨海人），中华人民共和国历史学家，主要从事中国古代史、秦汉史和史学理论研究。曾任上海社会科学院历史研究所研究员、中国秦汉史研究会副会长、上海市茶叶学会顾问。

## 生平
1940年出生于上海，1963年毕业于复旦大学历史系中国古代史专业，1964年进入上海社会科学院历史研究所工作。1969年与王守稼、许道勋、董进泉及吴兑等人被借调到中共上海市委写作组历史组。文化大革命结束后回到上海社会科学院历史研究所，继续从事科研工作，接连在全国史学权威杂志《历史研究》上发表了《中国封建社会的典型性与长期延续的原因》《两汉的历史转折》等文章。他曾任《史林》副主编、《社会科学报》常务副主编、中国秦汉史研究会副会长等职。2000年退休。晚年患有帕金森病。2021年2月17日22时33分在上海市徐汇区中心医院逝世，享年80岁。

## 专著
- . 上海: 上海人民出版社. 1999. ISBN 7-208-02844-3.
- . 杭州: 浙江人民出版社. 1997. ISBN 7-213-01127-8.
- . 北京: 商务印书馆国际有限公司. 1995. ISBN 7-80103-017-6.
- . 上海: 上海古籍出版社. 1989. ISBN 7-5325-0600-2.
- . 上海: 上海人民出版社. 1987. ISBN 7-208-00041-7.
- . 上海: 上海人民出版社. 1984.